# Тиас, Чарльз
Чарльз Генри Роберт Тиас (англ. Charles Henry Robert Thias; 15 ноября 1879, Иллинойс — 19 ноября 1922, Сан-Франциско, Калифорния) — американский перетягиватель каната, бронзовый призёр летних Олимпийских игр 1904.
На Играх 1904 в Сент-Луисе Тиас входил в состав третьей команды США, которая заняла третье место и выиграла бронзовые медали.